# Tinus schlingeri
Espèce
Tinus schlingeri est une espèce d'araignées aranéomorphes de la famille des Pisauridae.

## Distribution
Cette espèce est endémique du Chiapas au Mexique,. Elle se rencontre vers Puebla Nueva Camp.

## Description
La femelle holotype mesure 19,28 mm.

## Étymologie
Cette espèce est nommée en l'honneur d'Evert Irving Schlinger.

## Publication originale
- Silva, 2012 : A new species and new records of Tinus F. O. Pickard-Cambridge, 1901 (Araneae: Pisauridae). Zootaxa, no 3395, p. 65-68.